# Gudumanahalli, Heggadadevankote
Gudumanahalli là một làng thuộc tehsil Heggadadevankote, huyện Mysore, bang Karnataka, Ấn Độ.